# Unleashed in the East
Unleashed in the East — первый концертный альбом британской рок-группы Judas Priest, выпущенный в 1979 году.

## История
Альбом был записан 10 февраля 1979 года в Токио в концертном зале Tokyo Kōsei Nenkin Kaikan и 15 февраля 1979 года в концертном зале отеля Nakano Sun Plaza. Выступления группы в Японии состоялись в ходе мирового турне группы Hell Bent for Leather Tour, которое прошло после выпуска альбома Killing Machine (в американском релизе Hell Bent for Leather). Альбом на тот момент стал наиболее продаваемым альбомом группы, попав в US Top 100 и UK Top 10
Несмотря на то, что альбом действительно записывался вживую на концертах, альбом иногда называют Unleashed in the Studio. Это произошло потому, что запись подверглась довольно-таки серьёзной доработке в студии, а вокал Роба Хэлфорда был перезаписан, по словам певца потому, что запись голоса с концерта была полностью испорчена.
По версии DDD альбом занимает 96-е место в списке 100 величайших концертных альбомов рок-групп.

## Список композиций
| №  | Название                                                                                     | Автор(ы)                                               | Длительность |
| -- | -------------------------------------------------------------------------------------------- | ------------------------------------------------------ | ------------ |
| 1. | «Exciter»                                                                                    | Роб Хэлфорд, Гленн Типтон                              | 5:38         |
| 2. | «Running Wild»                                                                               | Гленн Типтон                                           | 2:53         |
| 3. | «Sinner»                                                                                     | Роб Хэллфорд, Гленн Типтон                             | 7:31         |
| 4. | «The Ripper»                                                                                 | Гленн Типтон                                           | 2:44         |
| 5. | «The Green Manalishi (With the Two Pronged Crown)» (кавер-версия песни группы Fleetwood Mac) | Питер Грин                                             | 3:16         |
| 6. | «Diamonds & Rust» (кавер-версия песни Джоан Баэз)                                            | Джоан Баэз                                             | 3:30         |
| 7. | «Victim of Changes»                                                                          | Ал Аткинс, Роб Хэллфорд, Кей Кей Даунинг, Гленн Типтон | 7:12         |
| 8. | «Genocide»                                                                                   | Роб Хэллфорд, Кей Кей Даунинг, Гленн Типтон            | 7:19         |
| 9. | «Tyrant»                                                                                     | Роб Хэллфорд, Гленн Типтон                             | 4:32         |

В 2001 году альбом был переиздан на CD. Дополнительно были включены 4 песни, которые в 1979 году продавались только в Японии на 7-дюймовом сингле, которые продавался вместе с оригинальным LP
| №   | Название                | Автор(ы)                                    | Длительность |
| --- | ----------------------- | ------------------------------------------- | ------------ |
| 10. | «Rock Forever»          | Роб Хэллфорд, Кей Кей Даунинг, Гленн Типтон | 3:27         |
| 11. | «Delivering the Goods»  | Роб Хэллфорд, Кей Кей Даунинг, Гленн Типтон | 4:07         |
| 12. | «Hell Bent for Leather» | Гленн Типтон                                | 2:40         |
| 13. | «Starbreaker»           | Роб Хэллфорд, Кей Кей Даунинг, Гленн Типтон | 6:00         |

## Участники записи
- Роб Хэлфорд — вокал
- Гленн Типтон — гитара
- Кей Кей Даунинг — гитара
- Иэн Хилл — бас-гитара
- Лес Бинкс — ударные